# Poggensee
Poggensee ist eine Gemeinde im Kreis Herzogtum Lauenburg in Schleswig-Holstein östlich von Hamburg. Der Name des Dorfes ist zuerst als „Pokense“ überliefert, doch bestehen Zweifel, ob damit (niederdeutsch) Froschteiche gemeint waren, denn auch wendische Spuren sind überliefert.

## Geschichte
Die Ersterwähnung der Gemeinde erfolgte im Jahr 1230. Im Jahre 1747 wurde der Ort durch einen Vergleich in Hannover als Lübecker Besitz bestätigt. Er gehörte bis zum Groß-Hamburg-Gesetz von 1937 als Exklave zur Hansestadt Lübeck und kam dann zur damals preußischen Provinz Schleswig-Holstein. Im Jahre 1939 erfolgte die Eingliederung von Walksfelde, das im Jahr 1951 wieder selbständig wurde. Seit 1948 gehört die Gemeinde zum Amt Nusse, das im Jahr 2008 im Amt Sandesneben-Nusse aufging.

## Politik

### Gemeindevertretung
Bei der Kommunalwahl 2023 errang die Alte Allgemeine Aktive Wählergemeinschaft Poggensee erneut alle neun Sitze in der Gemeindevertretung. Die Wahlbeteiligung betrug 61,3 Prozent.

### Wappen
Blasonierung: „In Grün ein breiter goldener Wellenbalken, belegt mit einem linksgewendeten, sitzenden grünen Frosch in Seitenansicht.“